# 바킬루스 세레우스
바실루스 세레우스(Bacillus cereus)는 그람 양성균이며 호기성 세균이고 대형 간균이다. 사슬 형태로 배열하고 편모가 존재하기 때문에 운동성이 있다.
열에 강한 포자를 형성하여 식중독을 일으킬 수 있으므로 이에 고온으로 살균하는 과정이 필요하다. 보통 식품에서 10CFU/g 이하로 존재하므로 식중독 증상 및 질병을 일으키지 않는다. 그러나 이 균이 잘 자랄 수 있는 환경이 만들어지게 되어 106CFU/g 이상이 되면 설사와 구토를 하게 된다. 설사형 증상이 나타나게 되는 잠복기는 10~12시간 정도이고 구토형 증상이 나타나게 되는 잠복기는 1~5시간이다.